# Ángel Vicioso
Ángel Vicioso Arcos (Alhama de Aragón, 13 aprile 1977) è un ex ciclista su strada spagnolo. Professionista dal 1999 al 2017, ha vinto una tappa al Giro d'Italia 2011.

## Carriera
Professionista dal 1999, quando esordì con la Kelme, ottiene la prima vittoria in una tappa della Vuelta a La Rioja 2000. Un mese dopo si ripete vincendo a Brescia la quindicesima tappa del Giro d'Italia, ma la giuria lo declassa all'ottantesimo posto per aver danneggiato con una gomitata Silvio Martinello negli ultimi metri, ed assegna a tavolino la vittoria a Biagio Conte.
Vince diverse gare negli anni successivi, quasi tutte in Spagna (ma anche una frazione del Giro di Svizzera 2006) e spesso in volata; ottiene al contempo alcuni piazzamenti nelle classiche delle Ardenne, dimostrando tenuta in salita: è nono all'Amstel Gold Race 2003, sesto alla Freccia Vallone 2005, due volte decimo alla Liegi-Bastogne-Liegi.
Nel biennio 2009-2010 gareggia per la formazione spagnola Andalucía-Cajasur, mentre nel 2011 si trasferisce tra le file dell'Androni Giocattoli di Gianni Savio. Proprio nel 2011 vince il Gran Premio Industria e Artigianato a Larciano e la terza tappa del Giro d'Italia, quella con arrivo a Rapallo.
Nel 2012 passa alla Katusha come gregario per Joaquim Rodríguez. Nel 2014 subisce un grave infortunio al Giro d'Italia, procurandosi una frattura scomposta al femore nella caduta della tappa di Montecassino. Rientrato alle corse dopo una lunga riabilitazione, nell'aprile 2015 si aggiudica per la terza volta il Gran Premio Miguel Indurain. Abbandona l'attività a fine 2017, al termine della sesta stagione in maglia Katusha.

## Palmarès
- 2000 (Kelme, una vittoria)

2ª tappa Vuelta a La Rioja (Logroño)
- 2001 (Kelme, tre vittorie)

Gran Premio Miguel Indurain
Clásica de Sabiñánigo
4ª tappa Volta ao Alentejo (Alandroal)
- 2002 (Kelme, due vittorie)

Gran Premio Miguel Indurain
Gran Premio Primavera
- 2003 (ONCE, due vittorie)

2ª tappa Vuelta al País Vasco (Legazpi > Plentzia)
7ª tappa Volta Ciclista a Catalunya (Sant Joan Despí > Barcellona)
- 2004 (Liberty, due vittorie)

3ª tappa Euskal Bizikleta (Agurain > Bidegoian)
4ª tappa, 2ª semitappa Euskal Bizikleta (Elorrio > Abadiño, cronometro)
- 2005 (Liberty, due vittorie)

1ª tappa Euskal Bizikleta (Eibar > Sopela)
4ª tappa, 1ª semitappa Euskal Bizikleta (Murgia-Zuia > Abadiño)
- 2006 (Liberty, una vittoria)

4ª tappa Tour de Suisse (Niederbipp > La Chaux-de-Fonds)
- 2007 (Relax, quattro vittorie)

3ª tappa Vuelta al País Vasco (Valle de Carranza > Vitoria-Gasteiz)
1ª tappa Vuelta a Asturias (Llanes)
1ª tappa Vuelta a la Comunidad de Madrid (Valdelaguna)
3ª tappa Vuelta a la Comunidad de Madrid (San Sebastián de los Reyes)
- 2008 (La Aluminios, quattro vittorie)

1ª tappa Vuelta a Asturias (Gijón)
Classifica generale Vuelta a Asturias
2ª tappa Vuelta a la Comunidad de Madrid (Colmenar Viejo)
- 2009 (Andalucía, una vittoria)

6ª tappa Vuelta a Asturias (Oviedo)
- 2010 (Andalucía, tre vittorie)

Gran Premio de Llodio
Vuelta a La Rioja
2ª tappa Vuelta a Asturias (Llanes > Gijón)
- 2011 (Androni, due vittorie)

Gran Premio Industria e Artigianato
3ª tappa Giro d'Italia (Reggio Emilia > Rapallo)
- 2015 (Katusha, una vittoria)

Gran Premio Miguel Indurain

### Altri successi
- 2003 (ONCE-Eroski)

Classifica a punti Volta Ciclista a Catalunya
1ª tappa Vuelta a España (Gijón > Gijón, cronosquadre)
- 2011 (Androni)

1ª tappa, 2ª semitappa Settimana Internazionale di Coppi e Bartali (Riccione, cronosquadre)

## Piazzamenti

### Grandi Giri
- Giro d'Italia

2000: 72º
2002: 50º
2011: 70º
2012: 69º
2013: non partito (10ª tappa)
2014: ritirato (6ª tappa)
2017: non partito (21ª tappa)
- Tour de France

2003: non partito (6ª tappa)
2004: ritirato (10ª tappa)
2005: 64º
2016: 129º
- Vuelta a España

2003: 67º
2005: 47º
2012: 95º
2013: 80º
2015: 103º

### Classiche monumento
- Milano-Sanremo

2002: 138º
2003: 45º
2004: 61º
2005: 63º
2006: 88º
2011: 87º
2012: 38º
2013: 22º
2014: ritirato
2016: 76º
- Liegi-Bastogne-Liegi

2002: 98º
2003: 25º
2004: 10º
2005: 10º
2006: 82º
2012: 79º
2013: 79º
2014: 50º
2016: 144º
2017: 115º
- Giro di Lombardia

2000: ritirato
2003: 16º
2005: ritirato
2013: ritirato
2016: ritirato
2017: ritirato

### Competizioni mondiali
- Campionato del mondo

Lisbona 2001 - In linea Elite: 23º